# Chata Homôlka
Chata Homôlka je turistická horská chata na severním svahu Homôlky, třetího nejvyššího vrchu Strážovských vrchů.
Návštěvníci mohou využít 3 lyžařské vleky Tatrapoma délky 300, 500 a 550 metrů. .
Lyžařská sezóna trvá obvykle od prosince do března.